# Eberhard Klapproth
Eberhard Jürgen Klapproth (* 6. Dezember 1921 in Zschackau (heute Beilrode); † 17. Januar 2010) war ein deutscher Politiker. Er war von 1966 bis 1989 Oberbürgermeister der Stadt Esslingen am Neckar in Baden-Württemberg.

## Leben
Klapproth studierte Jura und arbeitete dann in Stuttgart als Rechtsanwalt. Am 15. Mai 1966 wurde er im ersten Wahlgang mit 65,2 Prozent der Stimmen zum Oberbürgermeister von Esslingen am Neckar gewählt, wobei er sich gegen Amtsinhaber Dieter Roser durchsetzte. Er hatte seine Kandidatur erst 14 Tage vor der Wahl bekanntgegeben. 1974 und 1986 wurde er wiedergewählt. In seine Amtszeit fielen die Eingemeindungen von Berkheim und Zell 1974, die 1200-Jahr-Feier der Stadt im Jahre 1977 und die Heimattage Baden-Württemberg in Esslingen 1979. 1989 trat er in den Ruhestand ein. Ihm folgte Ulrich Bauer nach.

## Privates
Klapproth war verheiratet und Vater dreier Kinder.

## Ehrungen
Für seine Verdienste erhielt er 1990 das Verdienstkreuz 1. Klasse des Verdienstordens der Bundesrepublik Deutschland. 1996 verlieh ihm die Stadt Esslingen am Neckar das Ehrenbürgerrecht.